# Iglesia de la Natividad de Nuestra Señora (Valdetorres del Jarama)
La iglesia parroquial de la Natividad de Nuestra Señora de la localidad española de Valdetorres de Jarama (comunidad autónoma de Madrid) constituye un buen ejemplo de un tipo de arquitectura eclesial de principios del siglo XVI, recurrente en la región madrileña.

## Descripción

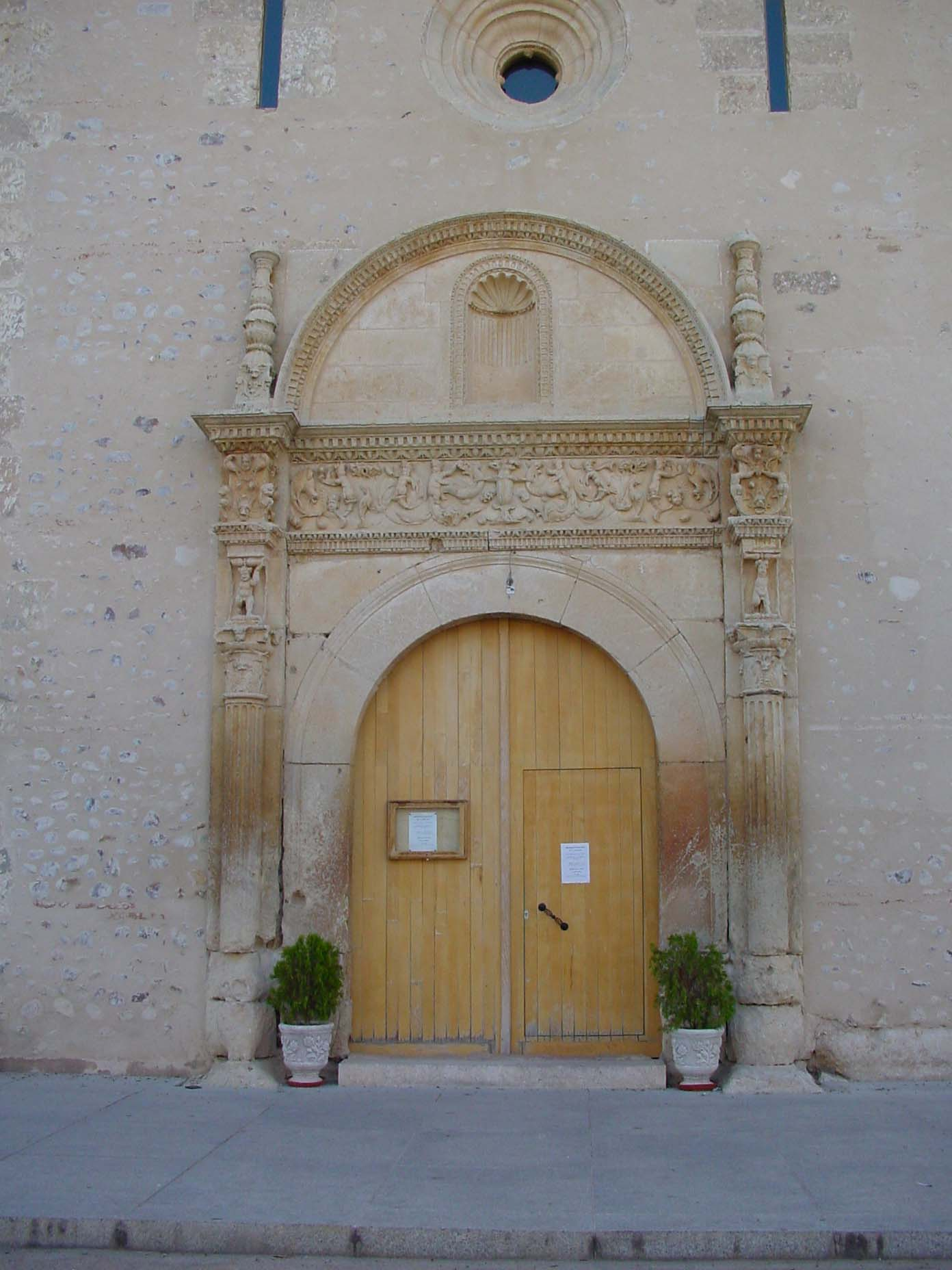
Portada de la iglesia

El templo, de planta rectangular, está construido en mampostería con sillares en las esquinas y en los contrafuertes, con cabecera plana y cubiertas a tres aguas.
La fachada principal es realmente notable, en cuanto que luce una portada plateresca de estilo toledano de gran calidad y finura compuesta por un arco en acceso de medio punto entre columnas de orden compuesto que sostienen un friso decorado con grutescos; sobre dicho arco se dispone otro arco de medio punto con hornacina avenerada vacía en el centro y balaustres situados en los extremos. Un pequeño óculo abocinado culmina el conjunto y se enmarca con dos saeteras.
Resulta igualmente notable la torre, situada a la izquierda de la fachada principal y que semeja una espadaña o torre de castillo por su remate de almenas; se encuentra adosada al cuerpo de la iglesia por el lado del Evangelio, apreciándose en ella dos cuerpos claramente diferenciados: El cuerpo bajo de la misma época que la iglesia, y el cuerpo de campanas, construido en ladrillo y añadido con posterioridad en el siglo XVII, el cual se remata con almenas de época reciente.
En el interior, el templo sigue el estilo de las llamadas iglesias columnarias, con planta rectangular y estructura de salón, con tres naves separadas mediante esbeltas columnas de orden toscano que soportan arcos de medio punto. El coro se sitúa en lo alto a los pies del templo. Toda esta estructura se cubre con sencillas armaduras de par y nudillo o de colgadizo, lo que da al espacio una diafanidad y ligereza notables. La capilla bautismal, situada a los pies del templo, en el primer cuerpo de la torre, se cubre con bóveda de terceletes.
El templo fue declarado bien de interés cultural en la categoría de monumento por Decreto de 4 de julio de 1996.